# Punct de rouă

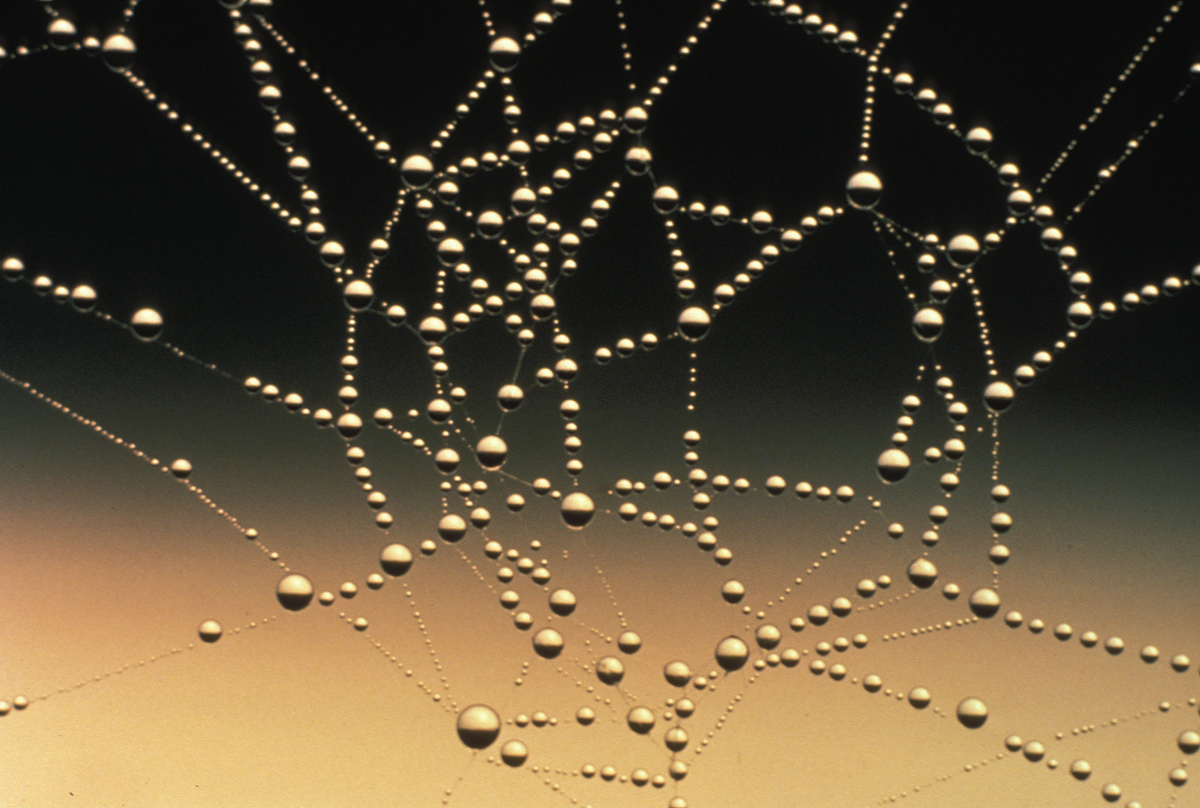
Rouă pe o pânză de paianjen

Temperatura punctului de rouă sau punctul de rouă al unui amestec format dintr-un gaz și vaporii unui lichid (cel mai adesea aer umed) reprezintă temperatura la care trebuie răcit amestecul pentru ca vaporii să devină saturanți și deci să înceapă să se condenseze, presupunînd că pe durata răcirii presiunea amestecului și cantitatea de vapori sunt constante.

## Măsurare
Punctul de rouă se poate măsura cu precizie răcind o oglindă metalică pînă cînd suprafața acesteia se aburește și măsurînd temperatura oglinzii. În dispozitivele comerciale în general răcirea se face folosind elemente Peltier, starea aburită sau clară a oglinzii se determină optic cu o diodă luminiscentă și o fotodiodă, iar temperatura se măsoară electronic. Printr-o buclă de reacție inversă se poate face astfel încît temperatura oglinzii să urmărească permanent temperatura punctului de rouă a atmosferei supravegheate.

## Relația cu umiditatea relativă
Temperatura punctului de rouă se află în relație directă cu cantitatea de vapori din amestec, exprimată de obicei în grame pe metru cub. Spre deosebire de umiditatea relativă, o altă mărime care reflectă cantitatea de vapori, punctul de rouă nu depinde de temperatura amestecului și este astfel un indicator mai sugestiv al umidității.
Temperatura punctului de rouă este egală cu temperatura atmosferei dacă vaporii sînt saturanți, ceea ce echivalează cu o umiditate relativă de 100%. În rest, relația dintre punctul de rouă și umiditatea relativă este complexă și depinde de temperatura atmosferei; în practică se folosesc formule aproximative pentru calculul uneia dintre mărimi cînd este cunoscută cealaltă.